# Trois-mâts carré

Plan de voile d'un trois-mâts carré.

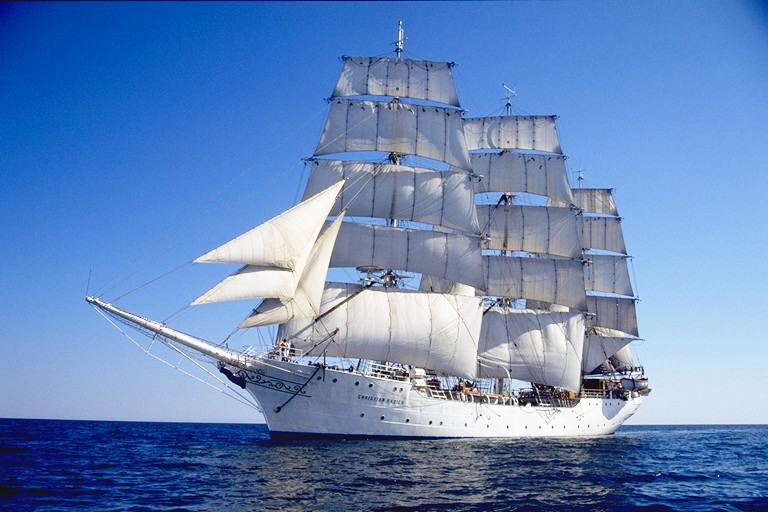
Le trois-mâts carré Christian Radich.

Un trois-mâts carré (ou trois-mâts franc) est un navire à voile de trois-mâts dont tous les mâts sont gréés en voiles carrées. On dit aussi que ce type de voilier porte des « phares carrés », c'est-à-dire plusieurs étages de voiles carrées (cinq le plus souvent) sur ses trois mâts, une solution apparue avec l'augmentation de la taille des navires et de leurs mâts afin que les voiles restent « cargables » (repliables) par un nombre acceptable de marins. Toutes les voiles carrées sont enverguées et leur vergue est horizontale, retenue par le milieu. Le mât d’artimon à l’arrière conserve en plus une brigantine à corne.
Historiquement, on trouve des trois-mâts carrés parmi les flûtes, les galions, les frégates, puis les clippers. Ils étaient utilisés comme grands bâtiments marchands, navires de guerre (corvette à vaisseaux de ligne) et cap-horniers. À leur âge d'or, au XIXe siècle, il y avait plus de 2 000 navires de ce type dans la flotte de commerce mondiale et, particulièrement en France, grâce aux voiliers à prime. L'ère de la propulsion mécanique a été fatale à la foule des anciens trois-mâts nombreux au début du XXe siècle, et les rares qui ont survécu le doivent à leur qualité de voiliers-écoles dans plusieurs marines militaires étrangères (le Libertad pour la Marine argentine, l'Amerigo Vespucci pour la Marina militare italienne, etc.).
Les plus anciens de ces bâtiments servent de bateaux musée et se visitent, comme le Duchesse Anne et ses sister-ships. Mais une partie de la flotte navigante contemporaine provient cette fois de nouveaux bâtiments, dont la construction a repris à partir des années 1980 (mais pas en France), avec notamment la majestueuse lignée du polonais Dar Młodzieży ou des répliques de trois-mâts plus anciens, tel le français Grand Turk (construit en Turquie).

## Nom des voiles principales sur un gréement à trois-mâts carré
| E  | mât d'artimon                   | D  | grand mât              | C  | mât de misaine              | A | beaupré   | B | bout-dehors |
| 20 | voile barrée ou voile d'artimon | 12 | grand-voile            | 5  | misaine ou voile de misaine | 1 | clinfoc   | 3 | grand foc   |
| 21 | hunier fixe de fougue           | 13 | grand hunier fixe      | 6  | hunier fixe de misaine      | 2 | petit foc | 4 | faux foc    |
| 22 | hunier volant de fougue         | 14 | grand hunier volant    | 7  | hunier volant de misaine    |   |           |   |             |
| 23 | perruche fixe                   | 15 | grand perroquet fixe   | 8  | petit perroquet fixe        |   |           |   |             |
| 24 | perruche volante                | 16 | grand perroquet volant | 9  | petit perroquet volant      |   |           |   |             |
| 25 | cacatois de perruche            | 17 | grand cacatois         | 10 | petit cacatois              |   |           |   |             |
| 26 | contre-cacatois de perruche     | 18 | grand contre-cacatois  | 11 | petit contre-cacatois       |   |           |   |             |
| 19 | brigantine                      | 27 | voile d'étai           |    |                             |   |           |   |             |

## Comparaison avec les autres gréements trois-mâts du17e-19esiècle
| Type de Gréement   | Trois-mâts carré                                 | Trois-mâts barque                         | Trois-mâts goélette à huniers | Trois-mâts goélette                                  | Goélette à huniers à trois mâts                   | Goélette à trois mâts |
| ------------------ | ------------------------------------------------ | ----------------------------------------- | --- | ---------------------------------------------------- | ------------------------------------------------- | --------------------- |
| Termes anglais     | Fully rigged ship                                | Barque / bark                             | Jackass bark / Jackass barque | Barquentine / Schooner barque                        | Three-masted topsail schooner                     | Three-masted schooner |
| Caractéristiques   | - 3 phares carrés - brigantine sur mât d'artimon | - 2 phares carrés - mât d'artimon aurique | Mélange composite : - Un phare carré (grand-mât ou mât de misaine), - Autres phares auriques avec Huniers possibles - mât d'artimon aurique | - 1 phare carré (mât de misaine) - 2 phares auriques | - 3 phares auriques - 1 ou 2 mâts ont des huniers | - 3 phares auriques   |
| Schéma du gréement |                                                  |                                           | |                                                      |                                                   |                       |
| Exemples de navire |                                                  |                                           | |                                                      |                                                   |                       |

## Rassemblements contemporains de trois-mâts carrés
Les rassemblements et courses de grands voiliers ont lieu un peu partout dans le monde. La plupart sont organisées ou agréées par Sail Training International Race Committee.
En France, les événements les plus importants sont l'Armada de Rouen, les rassemblements de Brest ou de Douarnenez, mais aussi les étapes des Tall Ships' Races.

## Chansons évoquant un trois-mâts carré
- Brassons bien partout carré, chanson traditionnelle nantaise.
- La figure de proue, chanson de marins traditionnelle, légèrement paillarde.

## Trois-mâts carrés encore visibles

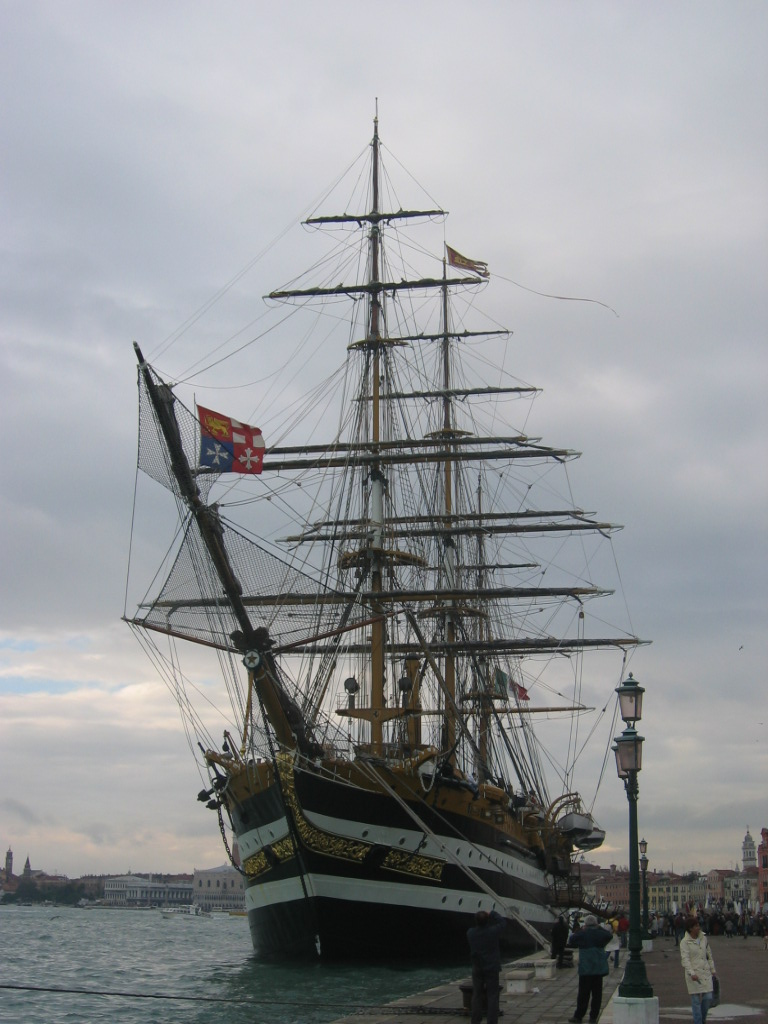
L’Amerigo Vespucci.

### Vieux gréements en état de naviguer

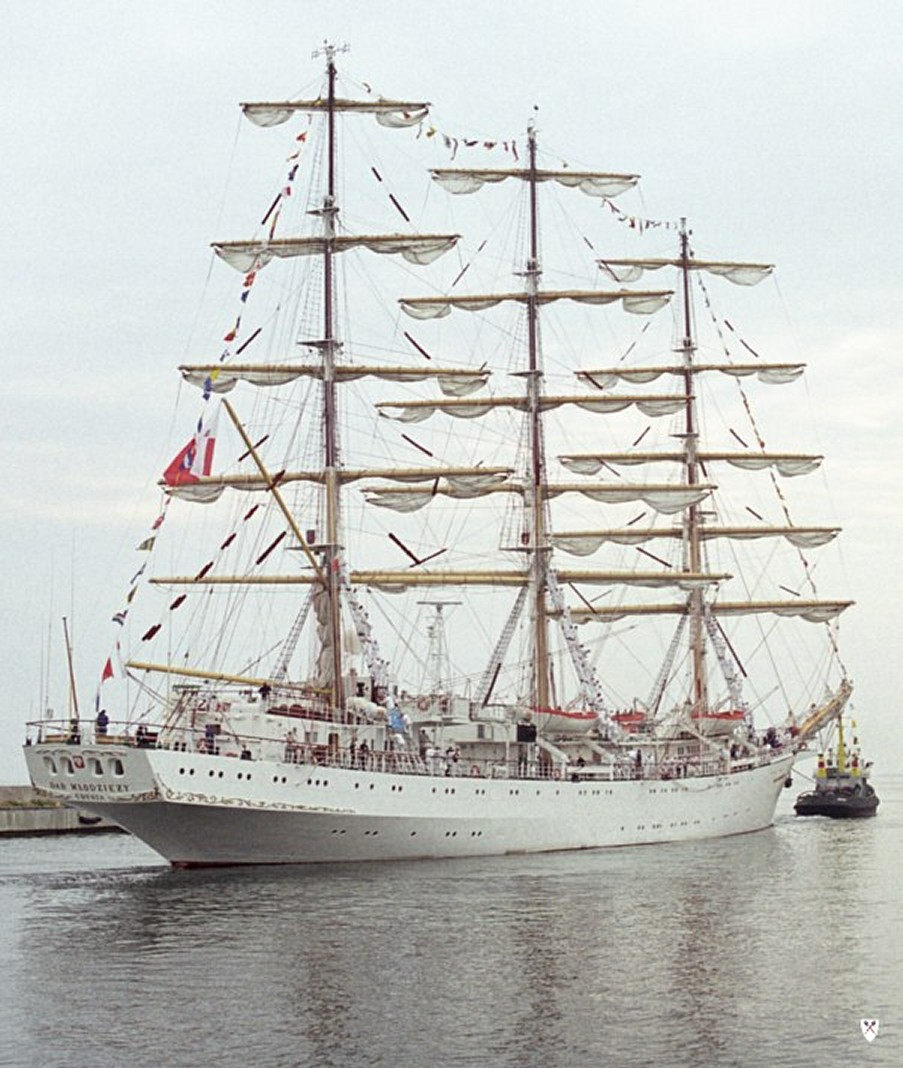
Le Dar Młodzieży.

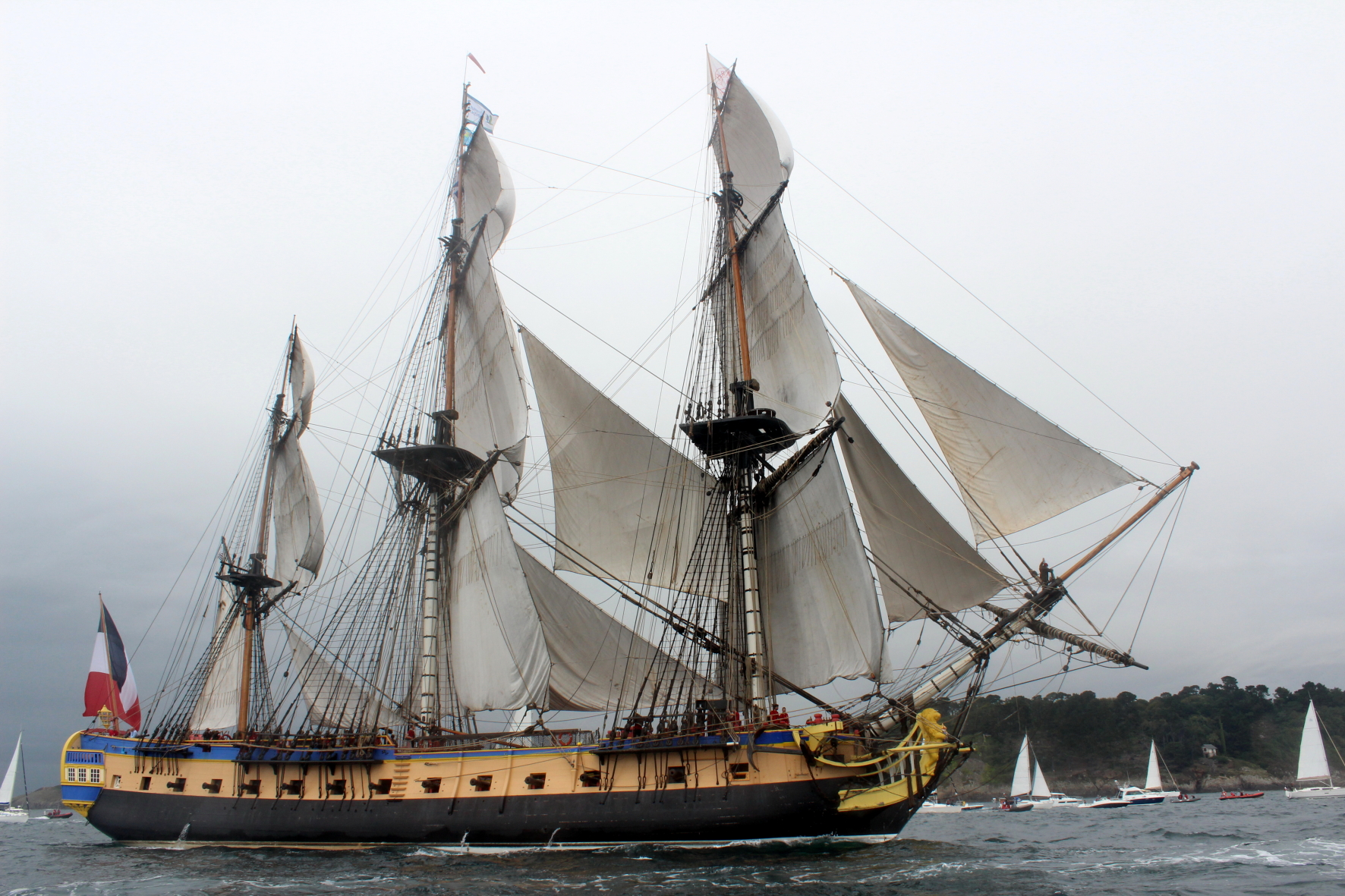
LHermione, réplique d'une frégate française des années 1780, lancée en 2014.

- L’USS Constitution (1797) est une frégate en bois à trois mâts carrés de l'United States Navy. Le plus ancien navire en service régulier.
- Le Sorlandet (1927) est un trois-mâts carré norvégien de 68,8 m (voilure : 1 400 m2 ; 897 tx).
- Le Dunay (1928) est un trois-mâts carré russe de 97,10 m.
- L’Amerigo Vespucci[1] (1931) est un trois-mâts carré de la Marine italienne de 101 m. Son port d'attache est La Spezia. C'est l'un des plus grands voiliers-écoles militaires du monde.
- Le Danmark (1932) est un trois-mâts carré danois de 77 m, basé à Frederikshavn[2].
- Le Georg Stage II (1934) est un trois-mâts carré danois en acier, pour remplacer le Georg Stage I (rebaptisé Joseph Conrad).
- Le Christian Radich (1936) est un trois-mâts carré norvégien de 73,5 m (voilure : 1 360 m2 ; 1 100 tx).
- Le Libertad (1956) est un trois-mâts carré argentin de 91,8 m (voilure : 2 643 m2).

### Répliques ou navire modernes
- Le Bounty II (1960) est un trois-mâts carré de 27,70 m, réplique exacte d'un vaisseau de la Royal Navy, ancien charbonnier de 1784 anciennement baptisé Bethia, construite pour les besoins du film Les Révoltés du Bounty (1962) et reconverti en musée flottant, dans le port de St. Petersburg (Floride, États-Unis)[3]. Il coule en 2012 pendant l'ouragan Sandy. Il existe une autre réplique plus récente et plus fidèle (bien que la partie émergée soit en acier recouvert de bois), le Bounty III (1978), pour les besoins du film tourné en 1984. Le bateau sert aujourd'hui pour promener en mer les touristes visitant le port de Sydney (Australie)[3].
- Le Dar Młodzieży (1982) (Cf. illustration) est un trois-mâts carré polonais de 108,8 m. Il est le premier d'une série de 6 grands voiliers créés par l'architecte Zygmunt Choren construits suivant les mêmes plans : le Mir, le Pallada et le Nadejda naviguant sous pavillon russe, le Khersones et le Druzhba, tous deux ukrainiens.
- Le Nadejda (1992) est un trois-mâts carré russe de 109,4 m.
- Le Mir (1987) est un trois-mâts carré russe de 109,4 m.
- Le Druzhba (ou Droujba, ou Drushzba) est un trois-mâts carré ukrainien de 109,4 m.
- Le Khersones (1989), surnommé La Dame de Crimée est un trois-mâts carré et un navire-école ukrainien de 109,4 m (voilure : 3 015 m2) basé à Kertch.
- Le Pallada (1989) est un trois-mâts carré russe de 109,4 m.
- L’Étoile du Roy (1997), ex-Grand Turc, est un trois-mâts carré français de 46,30 m, réplique exacte d’une frégate de la flotte de l’Amiral Nelson, construit à Marmaris (Turquie) et basé à Saint-Malo.
- Le Cisne Branco (1999) est un trois-mâts carré brésilien (son nom se traduit par « cygne blanc »).
- Le Stad Amsterdam (1999) est un trois-mâts carré hollandais de 78 m (voilure : 2 200 m2).
- Le Gotheborg (2003), réplique d'un Indiaman suédois du XVIIIe siècle.
- L'Hermione (2014), réplique d'une frégate française des années 1780, lancée à Rochefort.

### Bateaux-musée

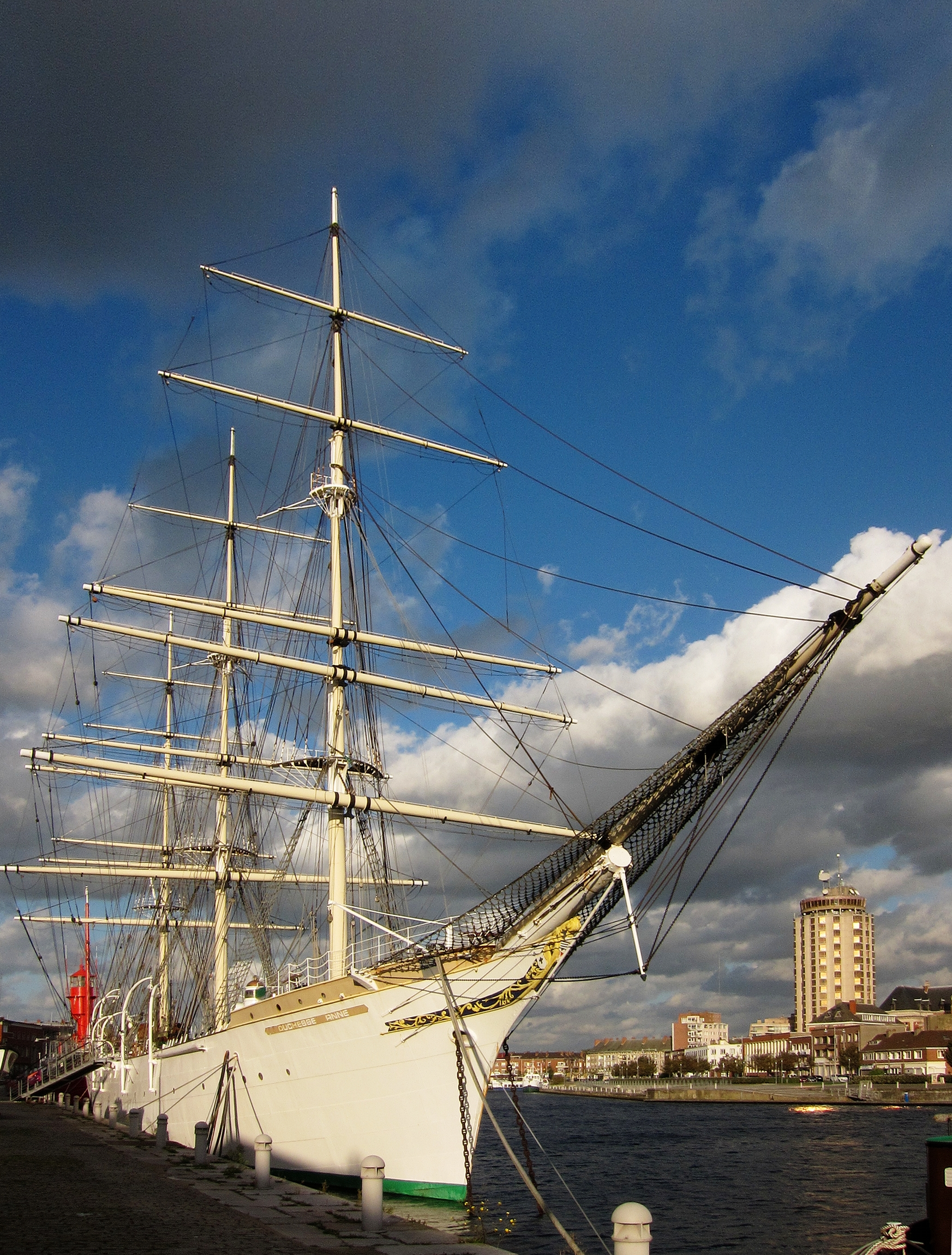
Le Duchesse Anne (Dunkerque).

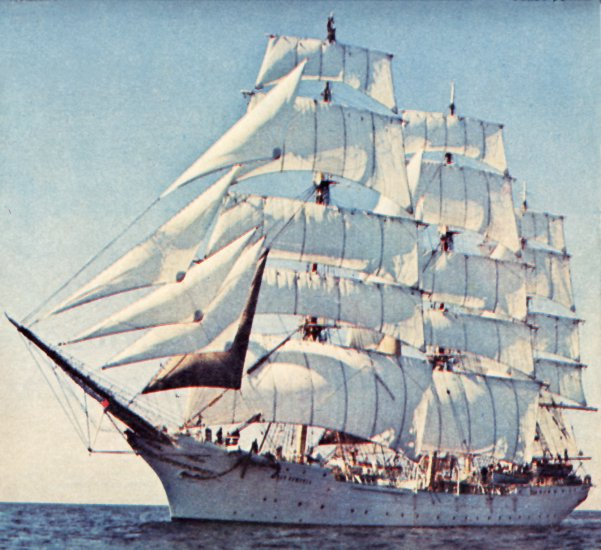
Le Dar Pomorza.

- Le HMS Victory (1765) est un vaisseau de ligne de la Royal Navy de 69,2 mètres visible dans le port de Portsmouth.
- Le HMS Warrior (1861) est un cuirassé à vapeur portant trois mâts à voiles carrées, dessiné par les architectes Isaac Watts et Thomas Lloyd, restauré à partir de 1979, visible dans le port de Portsmouth[4].
- Le Cutty Sark (1869) est un clipper anglais classé au patrimoine mondial par l'UNESCO. Il est installé en cale sèche au bord de la Tamise dans la banlieue de Londres (en restauration jusqu'en 2010).
- Le Meiji Maru (1874) est un bateau à vapeur japonais de 86 m, rapidement transformé en trois-mâts carré pour former les cadets jusqu'en 1910, visible à Tokyo, en tant que musée depuis qu'il fut endommagé par un cyclone en 1920. Il est le doyen des navires-écoles[5].
- Le Joseph Conrad (1882), ex-Georg Stage, d'origine danoise, est désormais visible au Mystic Seaport Museum de Boston (États-Unis).
- Le Wavertree (1885), ex-Southgate, trois-mâts carré en fer de 82 m, est désormais visible au musée de South street seaport à New York[6].
- Le Balclutha (1886), ex-Star of Alaska, ex-Pacific Queen, est un trois-mâts carré construit en Écosse. Il est désormais visible à San Francisco au Musée maritime.
- Le Najaden (1897) visible à Halmstad en Suède.
- Le Presidente Sarmiento (1898), est un voilier argentin en acier de 85 m construit en Angleterre. Il est équipé d'une machine à vapeur. Il devient navire-école stationnaire dans le port de Buenos Aires, puis bateau musée à partir de 1961[7].
- Le Jarramas (1900) visible à Karlskrona en Suède.
- Le Duchesse Anne (1901) (Cf. illustration), ex-Grossherzogin Elisabeth, est le dernier trois-mâts carré français et le plus grand voilier conservé en France. D'origine allemande, cet ancien voilier-école passa 35 ans sous pavillon de la Marine nationale française. Il est désormais visitable dans le cadre de la collection à flot du musée portuaire de Dunkerque.
- Le Suomen Joutsen (1902), ex-Laënnec, ex-Oldenburg, est un voilier à prime construit à Saint-Nazaire, cap-hornier converti comme navire école finlandais. Il se visite aujourd'hui dans le port de Turku (Finlande).
- Le Dar Pomorza (1909) (Cf. illustration), ex-Prinzess Eitel Friedrich, ex-Colbert, sister-ship du Duchesse Anne (supra), a été construit au chantier naval de Hambourg pour servir de bateau école allemand. Il navigue jusqu'en 1981. Il est désormais amarré à Gdynia (Pologne).
- Le Schulschiff Deutschland (1927), sister-ship du Duchesse Anne (supra) navigue jusqu'en 1948. Après restauration, il est aujourd'hui visible dans le port de Brême.
- Le HMS Surprise (1970) est un trois-mâts carré américain de 54,60 m, réplique d'un navire de guerre britannique HMS Rose de 1757, construite pour les besoins d'un film et visible au Musée maritime de San Diego

### Bateau transformé
- L’Euterpe (1863) est ancien trois-mâts carré rebaptisé Star of India et regréé en trois-mâts barque.
- L’Af Chapman (1888), ex-Dunboyne, est un trois-mâts carré suédois, reconverti en auberge de jeunesse à Stockholm.

## Trois-mâts carrés disparus

### Construits sur les chantiers deSaint-Nazaireet deNormandie
Trois-mâts carrés construits entre 1901 et 1902 par la Société anonyme des chantiers et Ateliers de Saint-Nazaire (Penhoët), chantiers de Normandie. La date entre parenthèses indique le lancement. Tous ont disparu, ont coulé ou ont été démolis :
- Le Léon Blum (14 décembre 1901).
- Le Duchesse-d'Uzès ; L’Amiral Cécille (22 janvier 1902).
- L’Ernest Reyer (24 février 1902).
- Le Pilote-Hervé-Rielle ; le Rancagua (25 avril 1902).
- Le Jehan-d'Hust ; le Quillota (21 juin 1902).
- Le Bérangère (7 août 1902).
- Le Madeleine ; Le Madeleine II (20 septembre 1902).
- L’André Théodore (14 novembre 1902).

### Les trois-mâts carrés cap-horniers deNantes
En 1902, la Compagnie maritime française comptait 7 trois-mâts de ce type sur une flotte de 15 voiliers :
- Le Crillon, 3 000 tonneaux (Chantiers de Penhoët, Saint-Nazaire 1902).
- Le Desaix, 3 000 tonneaux (Chantiers de Penhoët, Saint-Nazaire 1902).
- Le Duquesne, 3 080 tonneaux (Chantiers de la Loire, Nantes 1901-Bayonne 1948)[8].
- Le Général-Faidherbe, 3 080 tonneaux (Chantiers de la Loire, Nantes).
- Le Hoche, 3 080 tonneaux (Chantiers de la Loire, Nantes 1901).
- Le La-Pérouse, 3 080 tonneaux (Chantiers de la Loire, Nantes 1901).
- Le Vauban, 3 200 tonneaux (Chantiers de la Loire, Saint-Nazaire 1902).
- Le Charlemagne (porté disparu en décembre 1901 au retour de son premier voyage).

### Constructions deschantiers Dubigeon[9]
Parmi les nombreux trois-mâts carrés construits par ce chantier, cinq navires de 2 700 tonnes jaugeant brut 2 078 tonnes, de 79,75 m de longueur, 11,86 m de largeur, 6,84 m de creux, tous de mêmes dimensions :
- Le David d'Angers.
- Le Lafayette.
- Le Léon Bureau.
- Le Léon XIII.

### Autres
- La frégate française La Lutine.

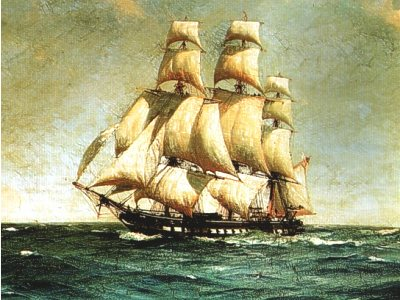
La Lutine, frégate française du XVIIIe siècle

- Le Bourbaki n'est plus, depuis 1938, qu'une épave répertoriée devant Port Haliguen.
- Le Grand-Saint-Antoine était une flûte hollandaise. Ses vestiges archéologiques sont aujourd'hui exposés au musée de l'hôpital Caroline sur l'île de Ratonneau (près de Marseille).
- Le Jhelum, trois-mâts carré en bois, lancé en 1849, dont l'épave est exposée à Port Stanley.
- L’Alice a été construite chez Dylé et Bacalan à Bordeaux. C’était un trois-mâts carré particulier. Il est en effet le seul bateau à avoir gréé des contre-cacatois en France, à savoir sept voiles carrées par mât. Il appartenait à la Société des voiliers nazairiens.
- Le Comte de Smet de Naeyer, navire école belge construit en 1904, naufragé en 1906.
- L’Abner Coburn[10].
- Le Stad Amsterdam, un clipper du XIXe siècle, dont le Cisne Branco et le nouveau Stad Amsterdam (supra) sont des répliques modernes.
- Le Marco Polo, construit en 1851 à Saint-Jean (Nouveau-Brunswick) et naufragé en 1883.

#### Ouvrages généraux
- Jean-Louis Molle, Le Trois-mâts carré « Duchesse Anne », ex-voilier-école allemand « Grossherzogin Elisabeth »
- Michel Vergé-Franceschi (dir.), Dictionnaire d'Histoire maritime, éditions Robert Laffont, coll. « Bouquins », 2002
- Collectif, Guides des voiliers : Reconnaître les gréements anciens, Douarnenez, Le Chasse Marée, 1988, 72 p. (ISBN 2-903708-13-4)
- Parïs Bonnefoux et De Bonnefoux, Dictionaire de marine à voiles, Editions du Layeur, 1999 (réédition d'un ouvrage du 19e siècle), 720 p.
- Collectif, Guide des gréements : Petite encyclopédie des voiliers anciens, Douarnenez, Le Chasse Marée, 2000, 127 p. (ISBN 2-903708-64-9)
- Collectif, Guide des termes de marine : Petit dictionnaire thématique de marine, Le Chasse Marée - Armen, 1997, 136 p. (ISBN 2-903708-72-X)

#### Vieux gréements
- (en) Otmar Schäuffelen (trad. de l'allemand par Casay Servais), Chapman, Great sailing ships of the world, New York, Hearst Books, 2002, 420 p. (ISBN 1-58816-384-9, lire en ligne)
- LE BRUN Dominique, Le Guide des grands voiliers, Grenoble, Le Chasse Marée - Glénat, 2010, 127 p. (ISBN 978-2-35357-059-1)
- JAFFRY Gwendal, MILLOT Gilles, Guide des grands voiliers : Des voiliers de travail aux navires écoles, Le Chasse Marée, 1999, 128 p. (ISBN 2-903708-86-X)
- ROLLAND François Marie, STICHELBAUT Benoît, Grands voiliers, Brest, Editions Le Telegramme, 2008, 140 p. (ISBN 978-2-84833-198-0)